# Moric Schöne
Moric Schöne (25. února 1817 Brno – 14. listopadu 1883 Tábor) byl rakouský a český politik, v 70. a 80. letech 19. století poslanec Českého zemského sněmu, starosta Tábora.

## Biografie
Profesí byl barvířským mistrem. Přesídlil do Tábora a zapojil se zde do veřejného a politického života. V letech 1861–1870 byl zástupcem starosty a pak v období let 1870–1883 starostou Tábora. Zasloužil se o rozvoj místního školství. V roce 1862 vzniklo v Táboře reálné gymnázium a v roce 1866 zemědělská škola. Od roku 1878 fungovalo městské muzeum.
V 70. letech 19. století se zapojil do zemské politiky. V doplňovacích volbách roku 1874 byl zvolen na Český zemský sněm v městské kurii (obvod Tábor – Kamenice – Pelhřimov). V rámci tehdejší politiky české pasivní rezistence ale křeslo nepřevzal, byl pro absenci zbaven mandátu a následně manifestačně zvolen v doplňovacích volbách roku 1875 a doplňovacích volbách roku 1876. Uspěl za svůj obvod i v řádných volbách roku 1878. Mandát obhájil i ve volbách roku 1883.
Patřil k staročeské straně (Národní strana), respektive k jejímu konzervativně-katolickému křídlu.